# Liste von politischen Strafprozessen in der DDR
Diese Liste enthält Strafprozesse in der DDR, die einen politischen Hintergrund hatten.

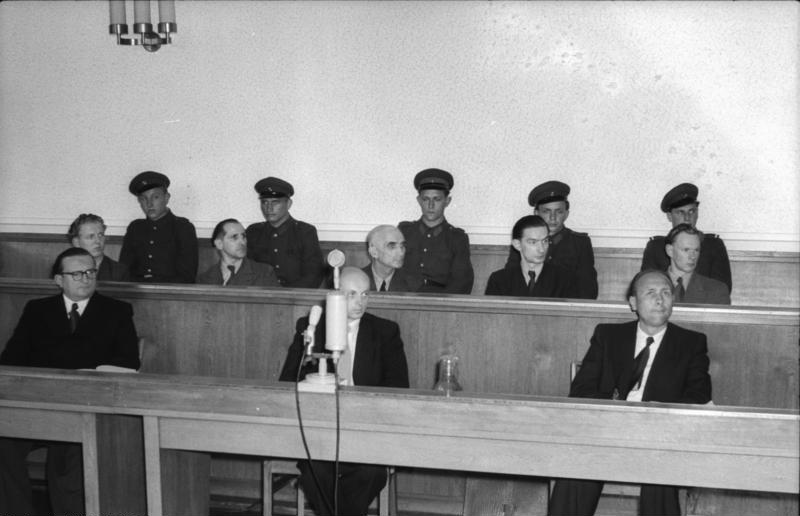
Angeklagte beim RIAS-Prozess 1955

## Übersicht

### Begriff
Als „politische Strafverfahren“ werden Prozesse bezeichnet, deren Beschuldigte vor allem aus politischen Motiven handelten. Dieses kann in einzelnen Fällen unklar sein. Die DDR-Justiz verwendete den Begriff nur selten, erstmals bei der Amnestie 1972.

### Geschichte
Besonders in den ersten Jahren der DDR wurden zahlreiche politische Prozesse gegen Personen geführt, die tatsächlich oder angeblich versuchten, die Politik der SED zu behindern oder zu kritisieren. Allein 1950 gab es etwa 78.000 politische Strafprozesse.
Eine besondere Rolle spielten in den ersten Jahren  Drehbuch-Prozesse (Schauprozesse), deren Ablauf und Urteil bereits vor Beginn festgelegt waren und die einen abschreckenden oder erzieherischen Wert auf die DDR-Bevölkerung haben sollten. Über diese wurde dann ausführlich in den Medien berichtet, auch mit Film- und Rundfunkaufnahmen von den Verhandlungen. Die wichtigsten Anklagepunkte waren dabei immer übertrieben oder sogar erfunden.
Zu den wichtigsten Schauprozesse in dieser Zeit gehörten die Waldheimer Prozesse  gegen tatsächliche und vermeintliche NS-Täter mit über 3000 Verurteilungen, die Prozesse gegen die Unternehmen Contigas und Solvay, sowie gegen führende Vertreter der Zeugen Jehovas (alle 1950), Prozesse gegen Sympathisanten der Kampfgruppe gegen Unmenschlichkeit (1952 und 1955), ein Prozess gegen Ostdeutsche, die dem Rundfunksender RIAS brisante Informationen übermittelten (1955), sowie gegen junge Christen, die angeblich versuchten, ein Schiff nach Dänemark zu entführen (1961). Einige der Beschuldigten wurden zum Tode verurteilt, was von den politischen Entscheidungsträgern Walter Ulbricht, Erich Mielke und anderen befürwortet oder sogar angeordnet wurde.
Die bekanntesten politischen Verurteilten in der DDR mit langjährigen Haftstrafen waren die Minister Karl Hamann (LDP, 1954), Georg Dertinger (CDU, 1955) und Max Fechner (SED, 1955), das Politbüromitglied Paul Merker (1955), der Verlagsleiter Walter Janka (1957), die Philosophen Wolfgang Harich (1957) und Rudolf Bahro (1978) und der Schriftsteller Erich Loest (1958).
Die meisten Verurteilten waren aber unbekannte Bürger, die oft wegen geringer angeblicher Delikte wie das Anbringen von Parolen an öffentlichen Orten, Aufrufen oder einem politischen Witz zu mehrjährigen Haftstrafen verurteilt wurden. Die meisten politischen Verurteilungen standen aber im Gegensatz zur Verfassung der DDR mit dem Recht auf freie Meinungsäußerung und wurden nach 1989 deshalb wieder aufgehoben.
Insgesamt gab es in der DDR etwa 200.000 politische Häftlinge zwischen 1949 und 1989. Dazu wurden auch Wehrdienstverweigerer, gescheiterte Fluchtversuche und weitere gezählt.

## Strafprozesse (Auswahl)

### Mehrjährige Haftstrafen und Todesurteile
Urteile mit Haftstrafen von mindestens zwei Jahren für die Hauptangeklagten. Fast alle wurden vorzeitig entlassen, einige bereits 1956 in der Tauwetter-Periode oder durch Häftlingsfreikäufe in die Bundesrepublik.
Abkürzungen: OG = Oberstes Gericht, OLG = Oberlandesgericht, LG = Landgericht, BG = Bezirksgericht.

### = 1949–1954
| Datum                  | Beschuldigte                                             | Anklage                                                       | Gericht          | Urteil | Bemerkungen |
| ---------------------- | -------------------------------------------------------- | ------------------------------------------------------------- | ---------------- | --- | --- |
| April 1950             | Mitarbeiter der Firma Conti, Landesminister Leo Herwegen |                                                               |                  | mehrere langjährige Zuchthausstrafen                                                                                 | |
| 3. und 4. Oktober 1950 | 9 führende Vertreter der Zeugen Jehovas                  |                                                               |                  | langjährige Zuchthausstrafen                                                                                         | nach dem Verbot der „Zeugen Jehovas“ in der DDR am 31. August 1950, danach wurden über 6.000 verhaftet |
| Dezember 1950          | Mitarbeiter des Solvay-Konzerns                          |                                                               |                  | mehrere langjährige Zuchthausstrafen                                                                                 | |
| 29. Januar 1951        | Hermann Flade                                            | Boykotthetze und Mordversuch                                  | OLG Dresden      | 15 Jahre Zuchthaus, ursprünglich Todesstrafe                                                                         | klebte Flugblätter gegen die undemokratische Volkskammerwahl, stach mit einem Taschenmesser auf einen Zivilpolizisten ein, der ihn verhaften wollte, wurde zum Tode verurteilt, dann nach Protesten von Bundeskanzler Adenauer, dem Regierenden Bürgermeister Reuter und weiteren zu Zuchthausstrafe begnadigt |
| 1. September 1951      | Staatsanwalt Erhard Formann                              | habe eine Reihe von Wirtschaftsstrafsachen nicht durchgeführt | LG Bautzen       | 15 Jahre Zuchthaus                                                                                                   | war 1. Staatsanwalt beim Generalstaatsanwalt Sachsen und LDP-Mitglied, bei der Verhandlung mussten 89 Staatsanwälte und 75 Richter aus der ganzen DDR im Publikum zuschauen |
| 3. Oktober 1951        | 19 Oberschüler aus Werdau                                |                                                               | LG Zwickau       | 2 bis 15 Jahre Zuchthaus                                                                                             | hatten gegen die Volkskammerwahl Flugblätter verteilt |
| 25. Mai 1952           | Mitglieder der Kampfgruppe gegen Unmenschlichkeit        | „Planung von Terror- und Diversionshandlungen“                | OG               | Todesstrafe gegen Johann Burianek                                                                                    | Schauprozess, erstes Todesurteil des Obersten Gerichts der DDR |
| 9. August 1952         | Wolfgang Kaiser                                          |                                                               | OG               | Todesstrafe | Schauprozess wegen angeblicher Herstellung von Sprengstoff für die Kampfgruppe gegen Unmenschlichkeit |
| 17. Mai 1952           | Johann Muras und Ernst Wilhelm                           |                                                               | LG Mühlhausen    | Todesstrafe | [ 5 ] |
| 26. Juli 1952          | 7 Männer                                                 |                                                               | OG               | 2 lebenslang, 5 12–15 Jahre Zuchthaus                                                                                | Schauprozess, wegen Informationsweitergabe an den Untersuchungsausschuß Freiheitlicher Juristen, Hauptangeklagte Fritz Krefeld und Fritz Schmelzer |
| 11. März 1953          | Staatsanwalt Hans-Joachim Schiebel                       | Spionage                                                      | BG Dresden       | lebenslange Zuchthausstrafe                                                                                          | hatte viele Gerichtsunterlagen an den West-Berliner Untersuchungsausschuß Freiheitlicher Juristen weitergegeben, LDP-Stadtbezirksvorsitzender |
| 22. Juni 1953          | Erna Dorn                                                | „faschistische und Kriegshetze“ gegen die DDR                 | BG Halle         | angebliche Rädelsführerin der Unruhen in Halle/S. am 17. Juni 1953, was aber kein einziger Zeitzeuge mitbekommen hat | |
| Herbst 1953            | Kurt König                                               | Militärspionage                                               | BG Leipzig       | Todesstrafe | [ 7 ] |
| 3. März 1954           | Paul Bruno Rebenstock                                    |                                                               | OG               | Todesstrafe | Offizier des MfS (Leiter der Kreisdienststelle Prenzlau); wegen Flucht nach West-Berlin |
| 6. Oktober 1953        | Ernst Jennrich                                           | „Mord am Volkspolizisten Georg Gaidzik“ im Juni 1953          | BG Magdeburg, OG | Todesstrafe | |
| 31. Oktober 1953       | Christian Lange-Werner                                   | Spionage                                                      | BG Cottbus       | Todesstrafe | Leutnant der Volkspolizei |
| März 1954              | Außenminister Georg Dertinger                            | Verschwörung und Spionage                                     |                  | langjährige Zuchthausstrafen                                                                                         | auch für Frau und Sohn |
| 9. November 1954       | Gehlen-Prozess                                           | Spionage                                                      | OG               | Todesstrafe gegen Karli Bandelow und Ewald Misera                                                                    | Spionage für den westdeutschen Geheimdienst Gehlen |

#### 1955
| Datum              | Beschuldigte                                      | Anklage               | Gericht    | Urteil                                                                               | Bemerkungen |
| ------------------ | ------------------------------------------------- | --------------------- | ---------- | ------------------------------------------------------------------------------------ | --- |
| 17. Mai 1955       | Heinz Georg Ebeling                               |                       | BG Halle   | Todesstrafe                                                                          | Ehemaliger Mitarbeiter des MfS; in den Westen geflohen. |
| 14. März 1955      | Paul Köppe                                        |                       | BG Cottbus | Todesstrafe                                                                          | Kraftfahrer in der Hauptabteilung I des MfS; nach West-Berlin geflohen. |
| März 1955          | Paul Merker                                       |                       |            | langjährige Zuchthausstrafe                                                          | ehemaliges Mitglied des SED-Politbüros |
| Mai 1955           | Justizminister Max Fechner                        |                       |            | langjährige Zuchthausstrafe                                                          | weil er beim Aufstand vom 17. Juni 1953 zu nachgiebig auftrat |
| 13. Juni 1955      | Wilhelm Lehmann und Hans-Joachim Koch             | Spionage              | OG         | Todesstrafe                                                                          | |
| 18. Juni 1955      | Staatsanwalt Lothar Cetti und Ehefrau             | Spionage              | BG Leipzig | langjährige Zuchthausstrafen                                                         | wegen Beziehungen zu westlichem Befreiungskomitee für die Opfer totalitärer Willkür und zum Untersuchungsausschuß Freiheitlicher Juristen, LDP-Mitglied                     |
| 23. Juni 1955      | Angehörige der Kampfgruppe gegen Unmenschlichkeit | Sabotage und Spionage | OG         | Todesstrafe gegen Gerhard Benkowitz und Hans-Dietrich Kogel                          | Schauprozess wegen angeblicher Planung einer Sprengung |
| 3. März 1955       | Karl-Albrecht Tiemann                             | Spionage              | BG Cottbus | Todesstrafe                                                                          | wegen Zusammenarbeit mit westlichen Geheimdiensten |
| 27. Juni 1955      | RIAS-Prozess, fünf DDR-Bürger                     | Militärspionage       | OG         | Todesstrafe gegen Joachim Wiebach, langjährige Zuchthausstrafen für die anderen vier | die fünf Angeklagten hatten dem Rundfunksender RIAS viele Informationen aus der DDR geliefert, Todesurteil auf Anordnung von Walter Ulbricht                                |
| 27. Juni 1955      | Bruno Krüger und Susanne Krüger                   |                       | OG         | Todesstrafe                                                                          | er war Vernehmungsoffizier beim Staatssekretariat für Staatssicherheit, sie war seine Sekretärin                                                                            |
| 23. September 1955 | Elli Barczatis und Karl Laurenz                   | Spionage              | OG         | Todesstrafe                                                                          | sie war Sekretärin des Ministerpräsidenten Otto Grotewohl, er nutzte sie ohne ihr Wissen für einen westlichen Geheimdienst; wegen „Boykotthetze“ nach Art. 6 der Verfassung |
| 15. November 1955  | Ulrich Koslowsky                                  | Spionage              | BG Halle   | Todesurteil                                                                          | Polizeimeister der Volkspolizei; wegen Spionage für die Kampfgruppe gegen Unmenschlichkeit                                                                                  |

#### 1956–1990
| Datum              | Beschuldigte                                           | Anklage                                                            | Gericht           | Urteil                                       | Bemerkungen |
| ------------------ | ------------------------------------------------------ | ------------------------------------------------------------------ | ----------------- | -------------------------------------------- | --- |
| 7. Februar 1956    | Werner Alfred Flach                                    | Spionage                                                           | BG Neubrandenburg | Todesstrafe                                  | Oberfeldwebel der Volkspolizei |
| 22. Februar 1956   | Sylvester Murau                                        | Spionage                                                           | BG Cottbus        | Todesstrafe                                  | Major des MfS, wurde nach seiner Flucht in den Westen, wo er mit westlichen Geheimdiensten zusammenarbeitete, zurück in die DDR entführt,                                                                                |
| März 1957          | Wolfgang Harich, Bernhard Steinberger, Manfred Hertwig | Konterrevolutionäre Gruppenbildung                                 |                   | mehrjährige Gefängnisstrafe                  | Schauprozess |
| Juli 1957          | Walter Janka, Gustav Just, Richard Wolf, Heinz Zöger   |                                                                    |                   | mehrjährige Gefängnisstrafen                 | Schauprozess |
| Dezember 1958      | Erich Loest                                            |                                                                    |                   | mehrjährige Gefängnisstrafe                  | bekannter Schriftsteller |
| 26. April 1960     | Manfred Smolka                                         | Militärspionage                                                    | BG Erfurt         | Todesstrafe                                  | der Oberleutnant der DDR-Grenzpolizei flüchtete in den Westen, kehrte heimlich zurück, um seine Familie nachzuholen, wurde dabei verhaftet, Todesstrafe mit Genehmigung von ZK-Sekretär Honecker und MfS-Minister Mielke |
| 22. September 1961 | Fritz Fehrmann                                         | Spionage im schweren Fall                                          | BG Frankfurt/Oder | Todesurteil                                  | Oberleutnant der Volkspolizei, seine Frau Elisabeth wurde zu 10 Jahren Zuchthaus verurteilt |
| 24. August 1961    | 10 Mitglieder der Jungen Gemeinde Berlin-Schmöckwitz   |                                                                    | BG Rostock        | 8 Jahre Haft für die beiden Hauptangeklagten | bei einer Schiffsrundfahrt bei Rügen baten sie den Kapitän um Fortsetzung trotz schlechtem Wetter, was als gewaltsame Entführung ausgelegt wurde                                                                         |
| 30. Juni 1978      | Rudolf Bahro                                           | landesverräterische Sammlung von Informationen und Geheimnisverrat |                   | 8 Jahre Haft                                 | für sein regimekritisches Buch Die Alternative, nach zahlreichen internationalen Protesten vorzeitige Entlassung im Oktober 1979                                                                                         |

### Weitere politische Strafprozesse
Verurteilungen zu weniger als zwei Jahren Haft
- Frühjahr 1979, Stefan Heym, Anklage wegen „Devisenvergehen“ (nach seinem kritischen Roman Collin), verurteilt zu 9.000 Mark Geldstrafe; dies löste zahlreiche Proteste aus
- 1988, mehrere hundert Verurteilungen in der DDR, nach Inhaftierungen von Bürgerrechtlern wegen deren Protesten bei der Liebknecht-Luxemburg-Demonstration 1988[28]